# Тіт Ебуцій Гельва
Тіт Ебу́цій Ге́льва (лат. Titus Aebutius Helva; VI—V століття до н. е.) — політичний і військовий діяч Римської республіки, консул у 499 до н. е.

## Життєпис
Походив з патриціанського роду Ебуціїв.
Став першим консулом у своєму роді — його було обрано разом з Публієм Ветурієм Геміном Цікуріном у 499 до н. е. Під час його консульської каденції відбулася облога міста Фідени, захоплення Крастумеріума та перехід Пренесте під владу Риму.
Під час Першої Латинської війни Авла Постумія Альба було обрано диктатором, а Тіта Ебуція він призначив своїм заступником — начальником кінноти. Вони разом командували римською армією в битві біля Регільського озера, що відбулася бл. 496 до н. е. Під час битви Тіт Ебуцій поранив командуючого латинян Октавія Мамілія в груди, але сам був поранений у руку і залишив поле бою. Римляни перемогли, в наслідок чого наступні кілька років були відносно мирними.
Про подальшу долю Тіта Ебуція Гельви згадок немає.

## Родина
- Син Луцій Ебуцій Гельва, консул 463 до н. е.[3]